# Неозаглавена комедия за кинетоскоп
„Неозаглавена комедия за кинетоскоп“ (на английски: Untitled Kinetoscope Comedy), познат също като „Сурово представена драма“ (на английски: Crude Set Drama) е британски късометражен ням филм от 1895 година, заснет от режисьора и продуцент Бърт Ейкрис. Дълги години филмът е бил смятан за изгубен, преди да бъде открито копие от него в частна колекция през 1995 година, 100 години след заснемането му.

## Сюжет
Филмът показва двама пияни мъже и едно младо момче, които се бият в малък бар.